# Syngamus
Syngamus ist eine Gattung der Fadenwürmer. Sie sind Parasiten des Atemtrakts bei Vögeln. Die größte tiermedizinische Bedeutung hat dabei der Luftröhrenwurm (Syngamus trachea), der bei einer Vielzahl von Vögeln aus sieben verschiedenen Ordnungen auftritt.

## Merkmale
Die Vertreter haben keine Halspapille. Die Auskleidung der Mundhöhle ist glatt und ohne Rippen. Die beiden Spicula sind etwa gleich groß und 50 bis 150 µm lang. Die Vulva liegt in der vorderen Körperhälfte. Die Eier sind, außer bei einer Art, an beiden Polen bedeckelt.

## Systematik
Die Gattung enthält 13 Arten. Sie wird innerhalb der Syngaminae in die Tribus Syngamini, Subtribus Syngaminii eingeordnet. Zu den Arten innerhalb der Gattung gehören:
- Syngamus anterogonimus Ryjikov, 1949
- Syngamus gibbocephalus Ryjikov, 1949
- Syngamus merulae Baylis, 1926
- Syngamus microspiculum Skrjabin, 1915
- Syngamus palustris Ryjikov, 1949
- Syngamus taiga Ryjikov, 1949
- Syngamus trachea Montagu, 1811
- Syngamus trachealis Siebold, 1836